# Neodorcadion bilineatum
Neodorcadion bilineatum là một loài bọ cánh cứng trong họ Cerambycidae.

## Hình ảnh

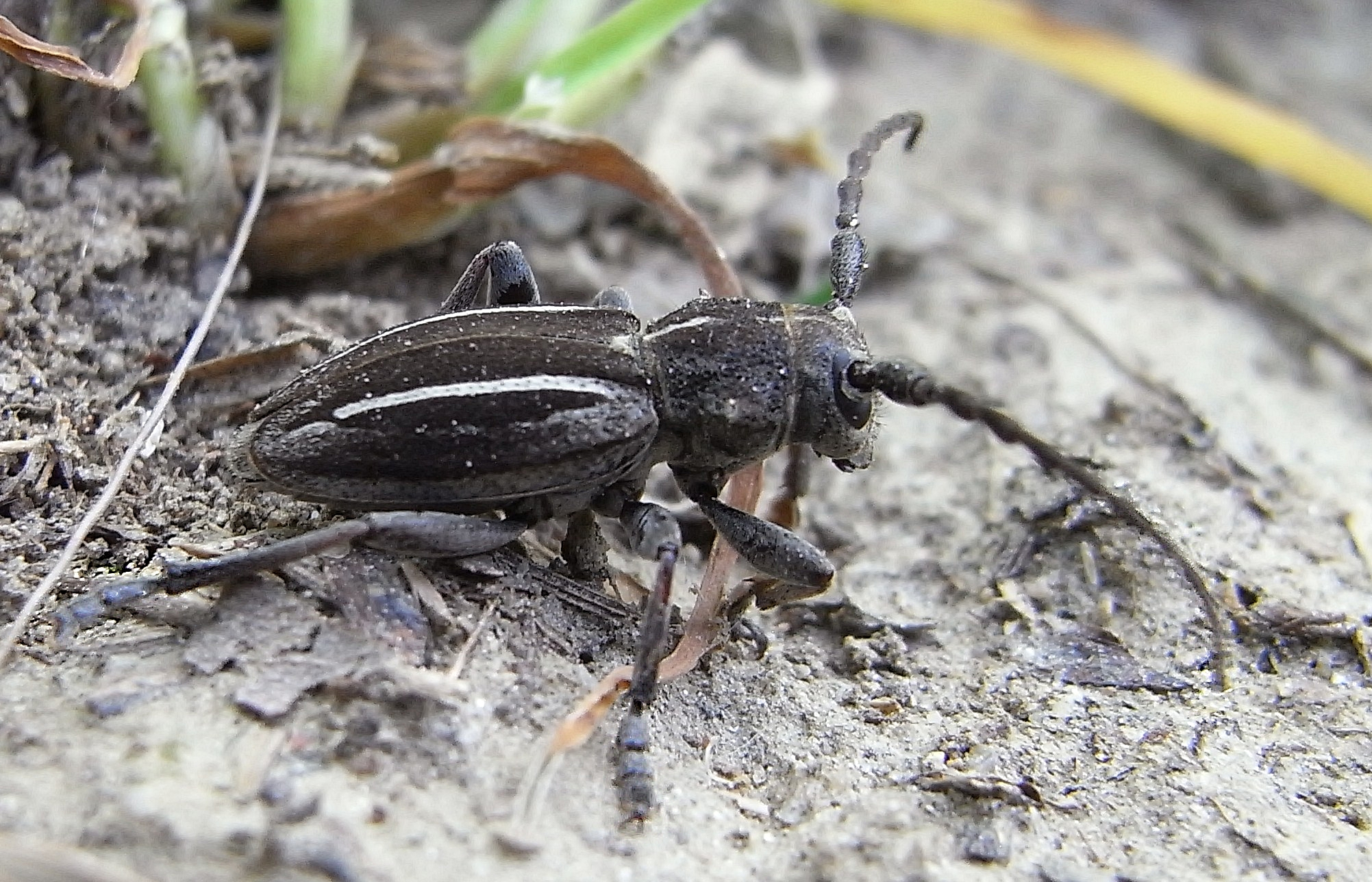
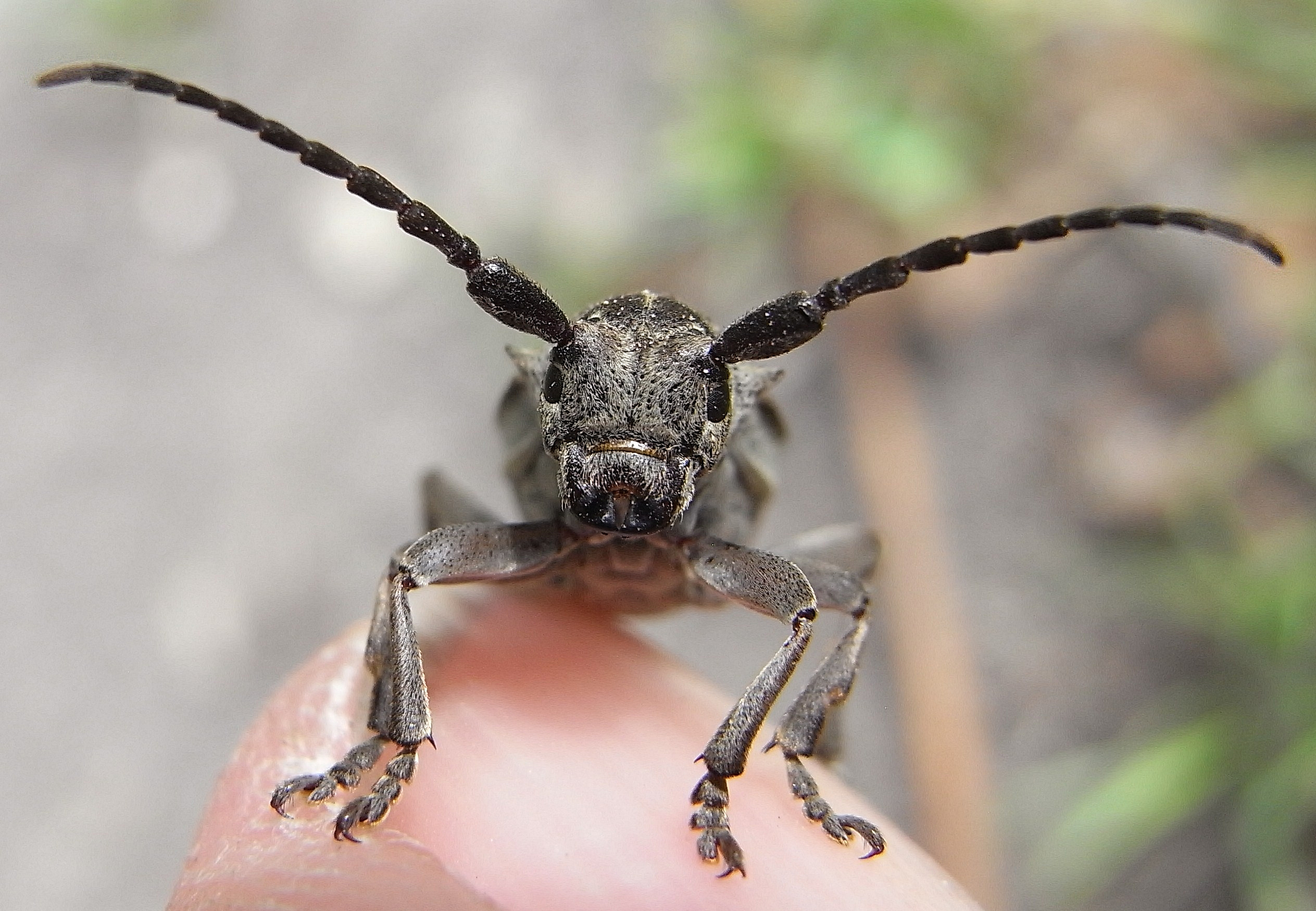
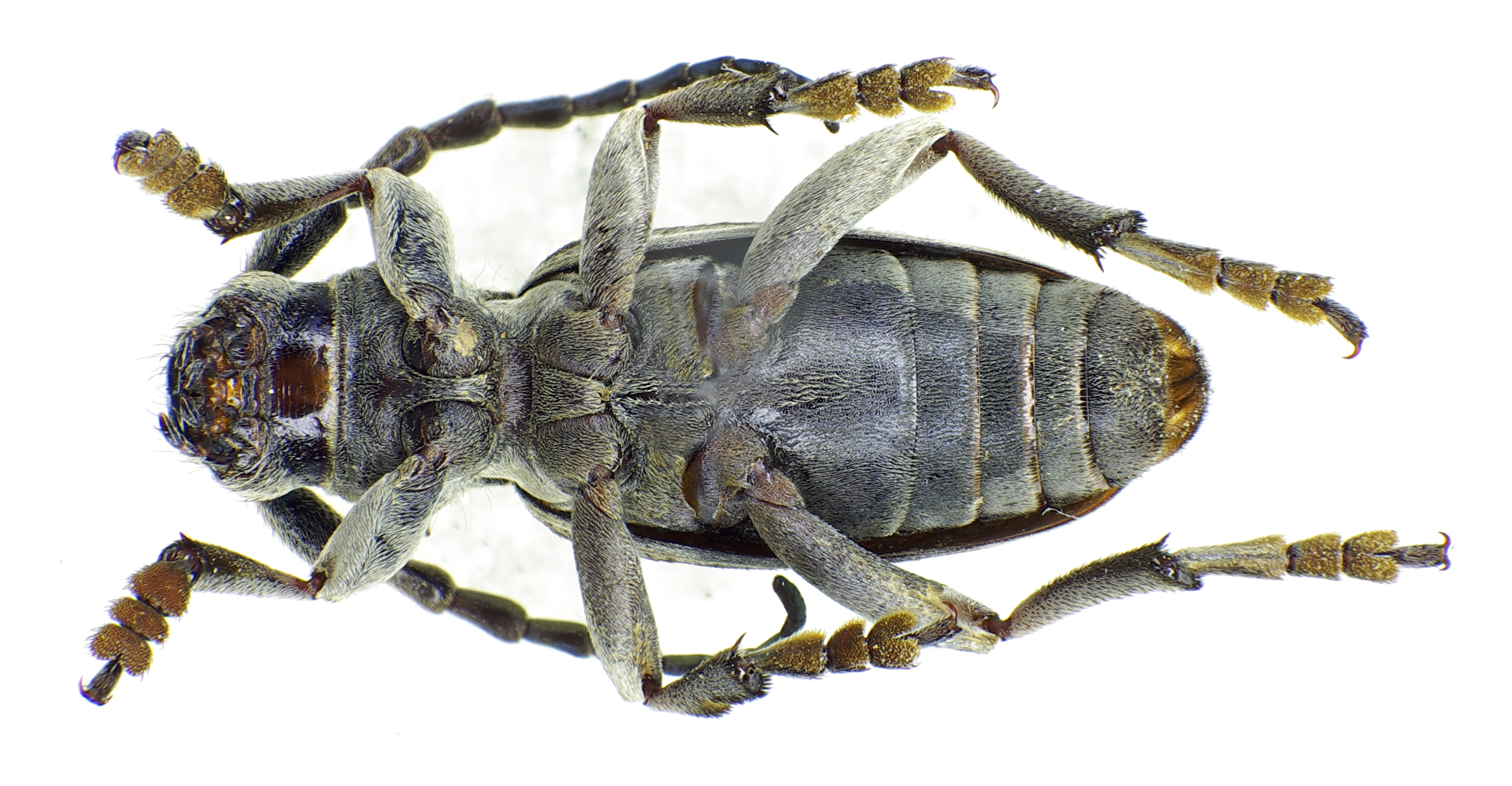
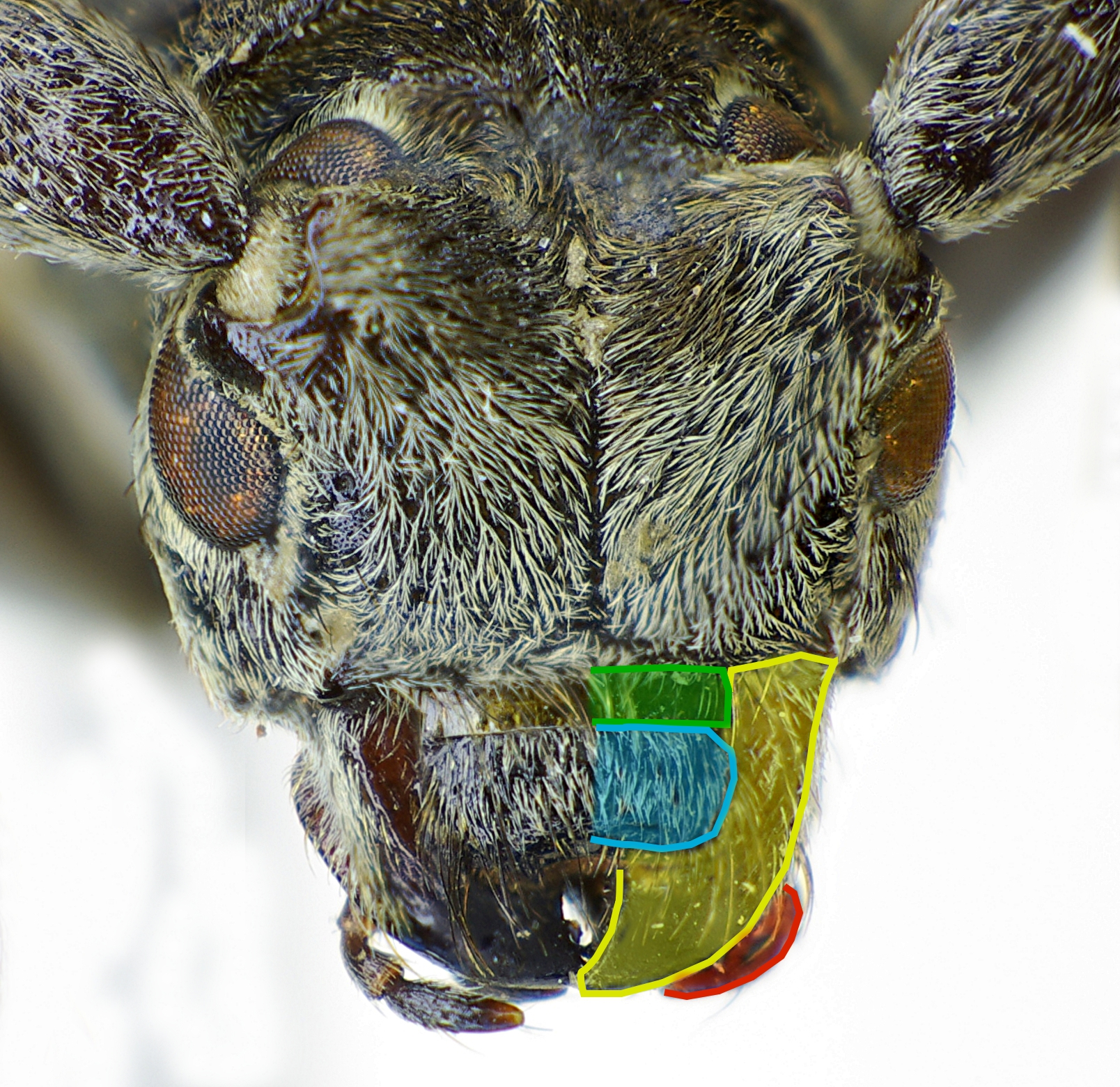